# 蒼のサンクトゥス
『蒼のサンクトゥス』（あおのさんくとぅす）は、やまむらはじめによる日本の漫画作品。集英社の漫画雑誌『ウルトラジャンプ』にて、2003年12月より2007年2月号まで連載された。単行本は全5巻刊行されている。

## ストーリー
宇宙から飛来してきた何者かによって引き起こされた『大降臨（メガバルシア）』から十数年。人類は<A-NEST>内で発見された希少鉱物資源を採掘することにより、新たな秩序を作り出していった。採掘者である治基は、ある時A-NEST内で偶然遭遇した何者かを目撃したことを皮切りに、A-NESTとそれを巡る様々な意志と関わっていくことになる。

## 登場人物

### 主人公チーム
志雄 治基（しお はるき）
主人公。チームでは採掘を担当。家出しており、榛名家に住み込んでいる。幼少期に父の志雄 稔を亡くし、作中では家族はRAPTOLの副司令官をしている姉が一人いる。
年齢：16歳、血液型：B型。
榛名 やしほ（はるな やしほ）
チームでは、船（ノヴェンバー・ステップス）の操縦を担当。父はハルナ・カンパニーの社長。母は小さい頃に採掘屋という危ない仕事を続ける父に耐え切れず、出て行ってしまった。中学生の頃に、ある時に助けられた事をきっかけに隆に強い恋心を抱いているが、それを上手く伝えられずにいる。
年齢：16歳、血液型：O型。
月夜野 日奈（つくよの ひな）
三代目詠唱姫のレリクトの少女。レリクトとしての能力は高く、また温和な性格から、治基達や他の同年代のレリクトからも慕われている。また、作中の中盤からは、そのレリクトとしての能力の高さからか人類として初めてA-NEST内の何かから頻繁にアプローチを受ける様になる。
年齢：16歳、血液型：A型。

### 採掘屋
矢祭 隆（やまつり たかし）
ハルナカンパニーと同じ組合の採掘屋の社長。過去にA-NESTで事故に遭い、その時にA-NESTの環境に長く晒された事から、A-NESTに二度と入れない身体になった。日常生活には問題がなく、同じ組合なのでハルナ・カンパニーの人達とも親交が深い。
年齢：30歳、血液型：A型。
榛名 水無都（はるな みなと）
やしほの姉。誰にでも優しく、その母性からか治基が淡い恋心を寄せているが天然なので本人は全く気付いていない。物凄いボートの運転技術を持っているが、三半規管が弱いため、すぐに船酔いしてしまう。
年齢：28歳、血液型：O型。
榛名社長
ハルナカンパニーの社長で、やしほと水無都の父。昔はA-NESTに入って採掘していたが、数年前の事故で入れなくなった為、今は治基達に任せ、社長業に専念している。
慎也（しんや）
ハルナカンパニーで船の修理などのメカニックをしている青年。いつも治基達がトラブルに巻き込まれ、船をボロボロにするため、気苦労が絶えない。
諏訪（すわ）
A-NESTの採掘業の初期から採掘屋をしていた老人。現在では引退し、自伝を書くなど、隠居生活を送っている。

### レリクト
愛紗（アイサ）
2代目詠唱姫のレリクトの女性。作中では、レリクトや蒼星友愛教会は、実質的に彼女が取り仕切っている。また、レリクトという、世間において微妙な立場にある存在を守るためには手段を選ばないという姿勢を見せる。過去に浅羽とは色々とあった様子。
趣味はヴァイオリン。血液型：A型。
美沙醐（みさご）
姉御肌のレリクトの女性。性格が軽くノリがいいので、日菜達年下のレリクトから慕われている。また、愛紗や瀬鈴とは違い、治基達とも親しげに接している。
瀬鈴（せりん）
日菜達の教育係を担っているメガネの女性のレリクト。そのため規律等には厳しい。愛紗の事を姉様と呼んでいることから、愛紗より世代は1つ下の様である。
静蘭（せいらん）
レリクトの少女。他のレリクトの少女達と同じく、日菜と仲が良い。また、ある出来事から、他の少女たちとは違い治基達の事もある程度認めつつある。
弥色（やいろ）
レリクトの少女。トロい所がある為によく静蘭にいじられている。日菜の事が大好きで日菜と仲がいい治基の事は嫌っている。階級は復唱姫。
野字子（のじこ）
金髪ツインテールのレリクトの少女。人の恋話に首を突っ込むのが好き。

### RAPTOL
志雄副司令
治基の姉であり、RAPTOLの副司令。父をA-NESTで亡くした経験から、その様な事件を少しでも減らすために、RAPTOLという仕事を選んだ。弟の治基にも、採掘屋という危ない仕事は一刻も早く辞めてもらいたいと思っている。
野島崎
RAPTOLの司令。普段は女好きでヘラヘラしているが、時折、A-NESTやそれに関わる人々に特別な感情を示す。隆とは高校の同級生であり、浅羽とも知り合い。
喜連川
RAPTOLの所員。司令や副司令によくこき使われている。
館山
RAPTOLの所員。隆や野島崎とは昔からの知り合いで裏で情報を渡すなど隆の計画に協力していた。

### その他
浅羽
A-NESTの研究者。学術調査の為に治基達の船に同乗し、その後も研究者としての探究心から、治基達に関わる事となる。また、過去に愛紗と何か繋がりがあった様子。
蓼科 瑠子（たてしな るこ）
ハルナカンパニーによく遊びに来ている少女。父親はかつて、榛名社長と一緒に採掘業をしていた研究者だった。
真穂（まほ）
治基達がよく行く喫茶店の主人の娘。年が近い事もあり、治基達をよくからかう。

## 用語
大降臨（メガバルシア）
十数年前に、地球上の3ヶ所に宇宙から何かが地球上に落下してきて、A-NESTと呼ばれる特殊な空間が発生した出来事。それにより、先住民がA-NESTから脱出したことを、グランド・エスケープと言う。
A-NEST（エイ・ネスト）
正式にはエイリアンズ・ネスト。大降臨によって生じた、直径200キロ強の半径上の空間。外からは巨大な雲塊の様に見える。いくつかの層から成っており、外から順に外障壁（アウトバリア）、干渉領域、変換領域、中心域（コア・フィールド）となっている。干渉領域ではレアメタル等が採掘でき、変換領域は高濃度の微粒子雲で大半が占められ、中心域の環境を形成している。内部の環境は、人間はもちろん、地球上の生物にとって極めて過酷であり、プランクトン等を除いて、もとあった生物は絶滅した。地球上には3ヶ所存在するが、作品の舞台は日本の伊豆諸島辺りに広がったA-NEST。
レリクト
大降臨によって生じたA-NESTに取り込まれた島から脱出してきた住民と、その子孫。A-NESTの影響を強く受けているため、A-NEST内での大気の乱れなどを感じ取る能力を有する。普段は新興宗教「蒼星友愛教会」の指導者として生活しているが、その能力を用いてA-NESTでの採掘・調査に赴く「航方視」という側面も持つ。レリクト内には階級があり、作中で確認されているのは詠唱姫（フルヴォイス）と復唱姫（サブヴォイス）。最高位の詠唱姫は8周期に一人であり、自由に航方視としての仕事を選べる権利などが与えられる。
RAPTOL（ラプトル）
RIM・A・NEST・PATROL（特別管区海上保安部特殊船団）の略。A-NEST付近の海上のパトロール等を行う。

## 刊行情報
- 単行本第1巻 (ISBN 978-4088766935)
- 単行本第2巻 (ISBN 978-4088768021)
- 単行本第3巻 (ISBN 978-4088770451)
- 単行本第4巻 (ISBN 978-4088771397)
- 単行本第5巻 (ISBN 978-4088772424)